# Microrregión de Ituverava
La Microrregión de Ituverava es una de las  microrregiones del estado brasileño de São Paulo perteneciente a la Mesorregión de Ribeirão Preto. Su población fue estimada en 2006 por el IBGE en 96.935 habitantes y está dividida en cinco municipios. Posee un área total de 1.996,464 km².

## Municipios
- Aramina
- Buritizal
- Guará
- Igarapava
- Ituverava

- Datos: Q2465993